# نهاش خماسي الخطوط
نهاش خماسي الخطوط (الاسم العلمي: Lutjanus quinquelineatus) (بالإنجليزية: Five-lined snapper)‏ هو نوع من الأسماك يتبع جنس النهاش من الفصيلة النهاشية.